# Хаецкая, Елена Владимировна
Еле́на Влади́мировна Хае́цкая (урождённая Агранат; род. 13 октября 1963) — российская писательница и переводчик фантастических и исторических произведений; основные жанры — исторические романы, фэнтези, фантастика.

## Биография
В 1986 году закончила Ленинградский университет, факультет журналистики, диплом по кафедре стилистики. Работала в различных небольших газетах. 
Вышла замуж за сокурсника с геологического факультета Вячеслава Хаецкого, впоследствии трагически погибшего в 1993 году.
В 1997 году вышла замуж за Тараса Витковского. Сын от первого брака — Владимир Хаецкий (родился в 1988). Дочь от второго брака — Аглая Витковская (родилась в 1998).

## Творческий путь
В литературе дебютировала романом «Меч и Радуга» (1993), который по настоянию издательства (в серии публиковались только книги зарубежных авторов) был издан под «иностранным» псевдонимом «Мэделайн Симонс». Роман приобрёл неожиданную для автора популярность, однако издать следующую книгу под своим именем она смогла только в 1996 году — это был роман-дилогия «Завоеватели», который в целом прошёл незамеченным. Значительно больший резонанс получили историко-фантастическая мистерия «Мракобес» (1997) и литературная фантазия «Вавилонские хроники» (1997, впоследствии переиздана под названием «Вавилон-2003»). Литературный критик Владимир Ларионов писал о «Вавилонских хрониках»: «Это парадоксально-сатирическая вещь о жизни и любви, сработанная так умело и остроумно, как это умеет делать только Хаецкая»). «Вавилонские хроники» создали Елене Хаецкой репутацию одного из наиболее оригинальных авторов российской литературной фантастики.
Несмотря на многочисленные лестные отзывы, в тот период издательства не спешили выпускать очередные книги Хаецкой, считая их аудиторию слишком специфической. Два тома написанного совместно с Виктором Беньковским романа «Анахрон» вышли с семилетним перерывом — первый том в 2000 году, второй — только в 2007 году, что серьёзно осложнило читательскую судьбу книги. Многие оригинальные произведения Хаецкой не удавалось издать очень долго. Только в 2003 году начал выходить написанный в основном намного раньше цикл исторических (с элементами фантастики) повестей: «Бертран из Лангедока», «Симон-Отступник», «Дама Тулуза», «Жизнь и смерть Арнаута Каталана». Итогом десятилетней литературной работы становится изданное в 2004 году собрание сочинений в пяти томах, впоследствии расширенное романом «Варшава и женщина» (2005), сборником «Космическая тётушка» (2005) и несколькими другими томами.
Исторический роман «Царство небесное» (2005) рассказывает об эпохе крестовых походов и противостоянии крестоносцев и Саладина в Святой Земле в конце XII века.
В 2006 году Хаецкая издала роман «Мишель» — собственную версию биографии и истории гибели М. Ю. Лермонтова, в которой психологический и исторический реализм тесно связан с литературной игрой.
Значительное число «коммерческих» произведений Елены Хаецкой (романы о Конане, новеллизации по сценариям кинофильмов и телесериалов), написанных ею по заказам различных издательств, выходили под многими псевдонимами. Некоторые из них были раскрыты самим автором, а другие остаются нераскрытыми.
Издавалась под псевдонимами Дарья Иволгина, Ярослав Хабаров, Мэделайн Симонс, Елена Толстая, Владимир Ленский, Дуглас Брайан (Douglas Brian).
Награждена премиями «Странник» (1998, 2003), Бронзовая улитка (1998), «Большой Зилант» (1995, 2010), Меч Руматы (2003), «Иван Калита» (2002, 2007), «Филигрань» (2003, 2009) и многими другими.

## Особенности творчества
Творчество Елены Хаецкой развивалось путём, достаточно традиционным для творчества писателей-фантастов её поколения: от переработок известных мотивов и тем к созданию оригинальных произведений. Хаецкая свободно перерабатывает те или иные легенды, истории, отрывки из рыцарских романов, создавая из них своеобразное фантасмагорическое повествование, в котором присутствуют ирония, гротеск и абсурд. Скрытые цитаты из известных баллад или пересказы фрагментов из них сочетаются с авторскими ироническими комментариями.
Для произведений Е. Хаецкой характерны чёткость и логичность построения, продуманность композиции, присутствие сложной и в некоторых случаях запутанной интриги, живых, индивидуальных характеров, яркий и образный язык. В одном повествовании может сочетаться разнообразная лексика, Хаецкая прибегает к смешению «высокого» и «низкого» стилей; она избегает применения сложных оборотов, приближая язык к разговорному, что позволяет достичь особого динамизма повествования.
Хаецкая прибегает к различным жанрам и формам, пишет и фэнтези, и — по её собственной формулировке — «сакральную фантастику», и футурологические произведения, разрабатывает формы романа странствий, иронического романа.
Как отмечают исследователи А. Гуларян и О. Третьяков, миры Хаецкой «всегда предметны, „вкусны“, хотя и немного вычурны», Хаецкая обычно полностью «погружается» в изображаемый мир, о чём бы она ни повествовала: о средневековом Провансе или, скажем, Российской империи в XXII веке с космическими кораблями, но сословной структурой XIX столетия.

## Книги Елены Хаецкой
- 1993 — Меч и Радуга  (под псевдонимом Мэделайн Симонс)
- 1996 — Атаульф (соавтор: Виктор Беньковский)
- 1996 — Возвращение в Ахен
- 1996 — Завоеватели
- 1997 — Вавилонские хроники
- 1997 — Мракобес
- 2000 — Анахрон (соавтор: Виктор Беньковский)
- 2001 — Бертран из Лангедока
- 2002 — Голодный грек, или Странствия Феодула
- 2003 — Дама Тулуза
- 2004 — Несчастный скиталец (соавтор: Тарас Витковский)
- 2004 — Ульфила
- 2005 — Городские легенды[12] (сборник, соавтор: Тарас Витковский)
- 2005 — Варшава и Женщина
- 2005 — За синей рекой
- 2005 — Космическая тётушка[13]
- 2005 — Царство Небесное[14]
- 2006 — Мишель
- 2006 — Прозрачный старик и слепая девушка (под псевдонимом Владимир Ленский)
- 2006 — Пророчество Двух Лун (под псевдонимом Владимир Ленский)
- 2006 — Странники между мирами (под псевдонимом Владимир Ленский)
- 2007 — Анахрон-2[15] (соавтор: Виктор Беньковский)
- 2007 — Византийская принцесса[16]
- 2007 — Проклятие сумерек (под псевдонимом Владимир Ленский)
- 2008 — Звёздные гусары: Из записок корнета Ливанова
- 2009 — Лёнька Пантелеев. Сын погибели (под псевдонимом Елена Толстая)
- 2009 — Лёнька Пантелеев. Фартовый человек (под псевдонимом Елена Толстая)
- 2009 — Кристалл вечности[17]
- 2009 — Тролли в городе[18] (цикл рассказов)
- 2010 — Падение Софии. Русский роман
- 2011 — Искусница  (Нить Деяниры)
- 2011 — Нелегал[19]
- 2011 — Новобранец[20]
- 2011 — Полководец[21]
- 2012 — Письмена на ладони  [= Изгнанник] (сетевая публикация)
- 2013 — Без иллюзий (соавтор: Андрей Мартьянов)
- 2013 — Лисипп, или Песнь козлов[22]
- 2014 — Проект «Германия» (соавтор: Андрей Мартьянов)
- 2015 — Озеро туманов
- Конан и Песня Снегов // Конан и Фонтан Жизни: сборник. — СПб.: Северо-Запад, 1993 г. — 496 с. (под псевдонимом Дуглас Брайан)
- Дочь Песочного владыки // Конан и Фонтан Жизни: сборник. — М.: АСТ; СПб.: Северо-Запад Пресс, 2006. — 404 с. — ISBN 5-17-033009-X, ISBN 5-93698-230-X (под псевдонимом Дуглас Брайан)

## Интервью
- Василий Владимирский. Искусство быть читателем. Разговор с Еленой Хаецкой // Мир фантастики. — 2004. — № 16.